# Amours mortes (tant de peine)
Chansons représentant le Luxembourg au Concours Eurovision de la chanson
Les Amants de minuit
(1956) Un grand amour
(1958)
Amours mortes (tant de peine) est une chanson interprétée par la chanteuse française Danièle Dupré et dirigée par Willy Berking pour représenter le Luxembourg au Concours Eurovision de la chanson 1957 qui se déroulait à Francfort-sur-le-Main, en Allemagne de l'Ouest.
Elle est intégralement interprétée en français, une des langues nationales, comme le veut la coutume avant 1966.
Il s'agit de la deuxième chanson interprétée lors de la soirée, après Bobbejaan Schoepen qui représentait la Belgique avec Straatdeuntje et avant Patricia Bredin qui représentait le Royaume-Uni avec All. À l'issue du vote, elle a obtenu 8 points, se classant 4e sur 10 chansons,.
Dans la chanson, Dupré demande à un ancien amant comment elle est censée l'oublier et son départ qui lui a causé sa douleur.